# Thea Derado
Thea Derado (geborene Köhler; * 1936 in Leipzig) ist eine deutsche Biochemikerin und Autorin.

## Leben
Nach dem Chemie-Studium in Leipzig und München erfolgte ihre Promotion am Max-Planck-Institut für Biochemie, München, unter Leitung von Adolf Butenandt. 1964 bis 1968 folgte ein USA-Aufenthalt mittels Fulbright-Reisestipendium, u. a. am McArdle-Laboratory for Cancer-Research bei Howard M. Temin. Von 1970 bis 1992 lehrte sie an der European Division der University of Maryland in München.
Derado schrieb Artikel in der Naturwissenschaftlichen Rundschau.
Im Rentenalter begann sie, belletristisch zu schreiben, und schuf Kurzgeschichten in Anthologien.
Sie ist mit dem Physiker Ivan Derado verheiratet und Mutter von Nadya und Tino Derado und lebt in München.

## Werke
- Über Aminoanaloge natürlicher Östrogene. München 1963 (München, Naturwissenschaftliche Fakultät, Dissertation vom 25. Juli 1963).
- Fanny Mendelssohn Hensel. Aus dem Schatten des Bruders. Biographischer Roman über die „gleichermaßen begabte Schwester“ von Felix Mendelssohn Bartholdy. Kaufmann, Lahr 2005, ISBN 3-7806-5304-4.
- Im Wirbel der Atome. Lise Meitner – eine Frau geht ihren Weg. Ein biografischer Roman. Kaufmann, Lahr 2007, ISBN 3-7806-3059-1.
- Chemie und Irrsinn. Studienjahre in Leipzig 1954–1958. Ein Plädoyer für freie Meinungsbildung. Selbstpublikation. Engelsdorfer Verlag, Leipzig 2009, ISBN 978-3-86901-619-1.
- Nicht ohne Beruf – Urgroßmutter Leni erinnert sich. Selbstpublikation, 2013, ISBN 978-14921-7407-3.
- Jeder läuft wohin's ihn treibt – ein Neurodrama, Selbstpublikation, 2016, ISBN 978-15369-9479-7.